# Ctenolúcids

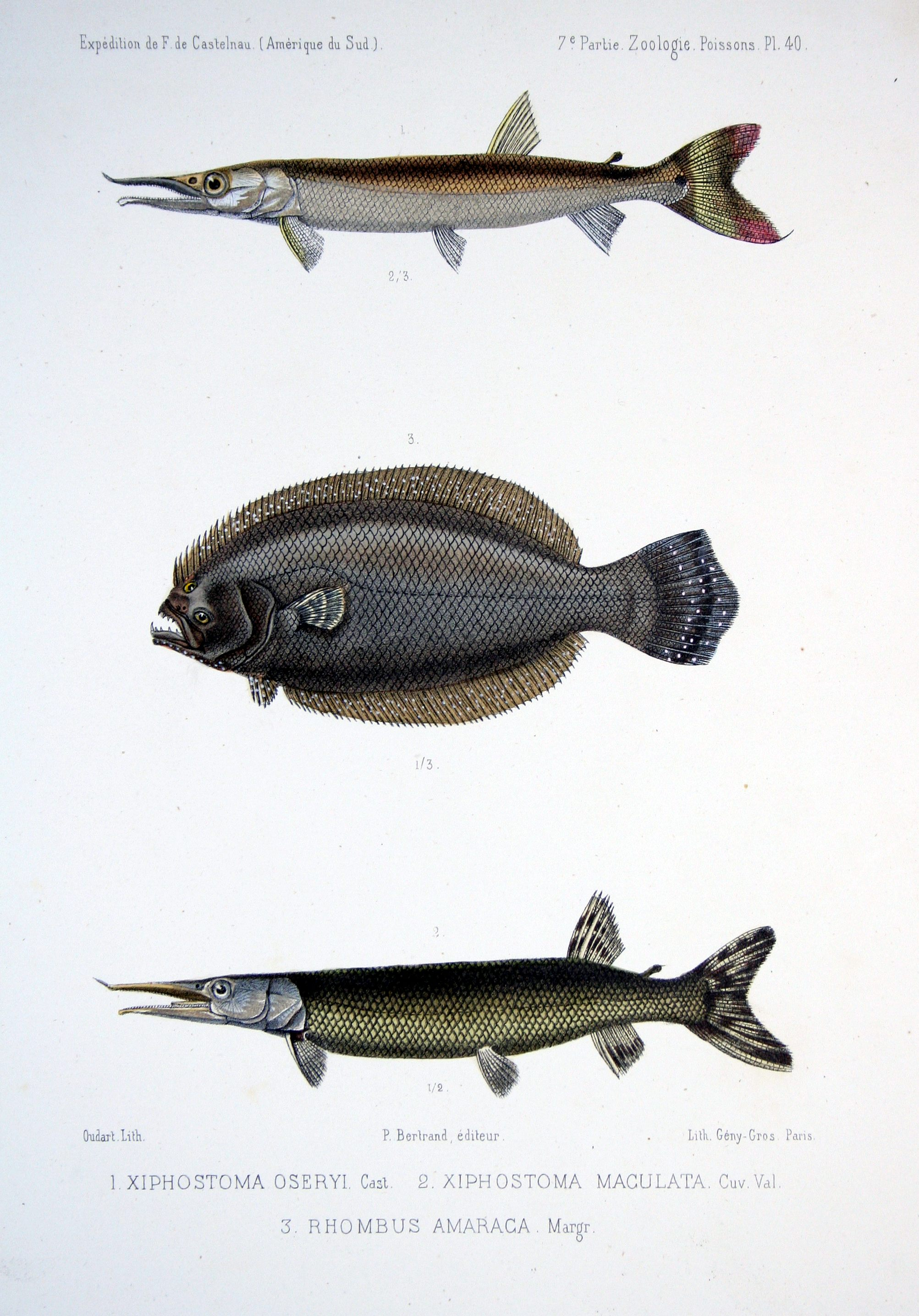
De dalt a baix: Boulengerella cuvieri, Paralichthys brasiliensis i Boulengerella maculata

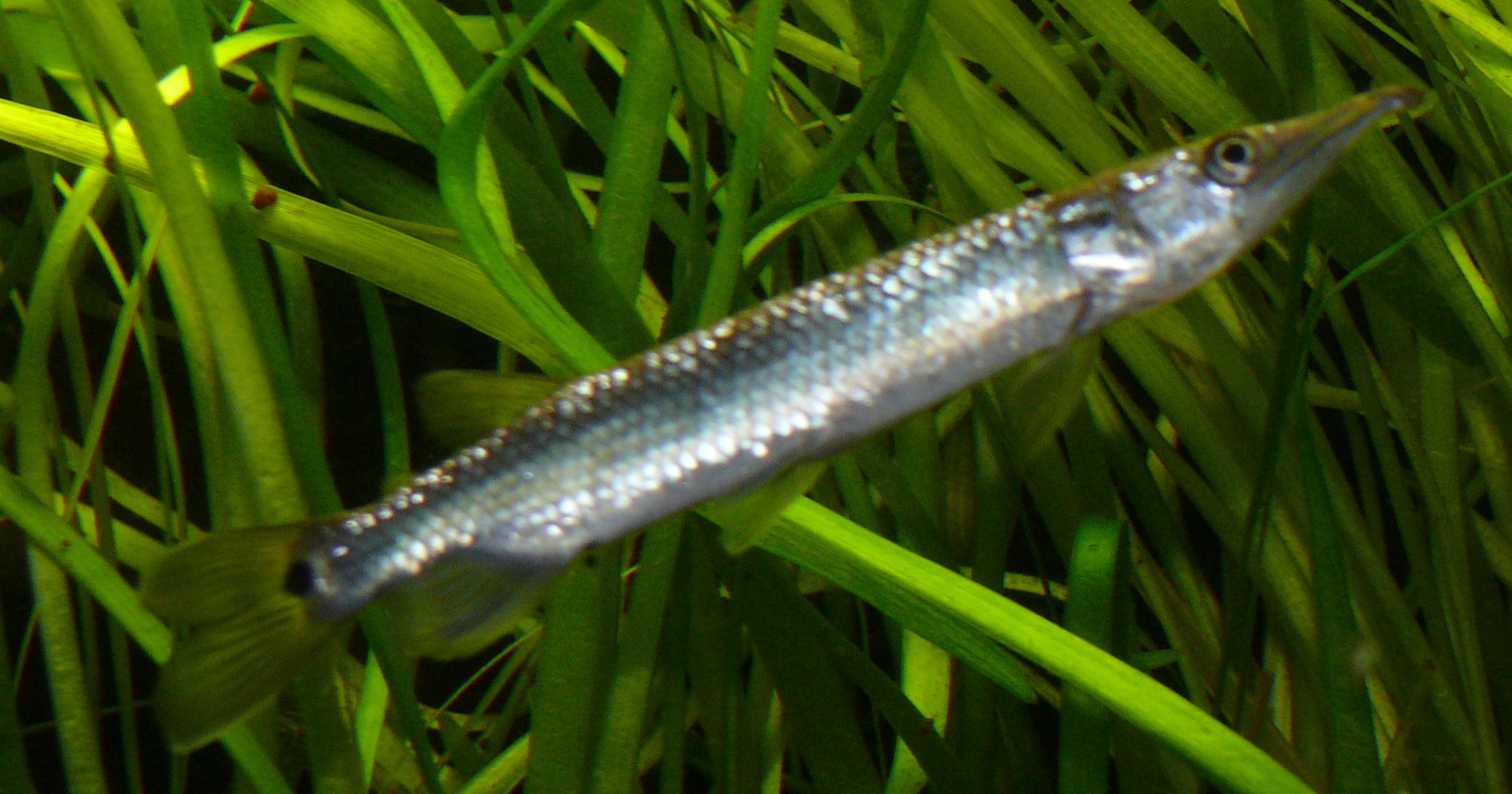
Ctenolucius hujeta

Els ctenolúcids (Ctenoluciidae) són una família de peixos teleostis d'aigua dolça i de l'ordre dels caraciformes.

## Morfologia
- Tenen cossos allargats i relativament grans (fins a 1 m de llargària en algunes espècies).
- Dents esmolades i còniques.[1]

## Distribució geogràfica
Es troba a Sud-amèrica i l'oest de Panamà, incloent-hi els rius Orinoco, Amazones i Tocantins.

## Gèneres i espècies
- Boulengerella (Eigenmann, 1903)[3]
  - Boulengerella cuvieri (Spix & Agassiz, 1829)[4]
  - Boulengerella lateristriga (Boulenger, 1895)[5]
  - Boulengerella lucius (Cuvier, 1816)[6]
  - Boulengerella maculata (Valenciennes, 1850)[7]
  - Boulengerella xyrekes (Vari, 1995)[8]
- Ctenolucius (Gill, 1861)[9]
  - Ctenolucius beani (Fowler, 1907)[10]
  - Ctenolucius hujeta (Valenciennes, 1850)[7][11][12][13][14][15]

## Observacions
Algunes de les seues espècies (com ara, Ctenolucius hujeta) formen part del comerç de peixos d'aquari.